# Gerardo Chávez
Gerardo Chávez López (* 16. November 1937 in Trujillo; † 22. Juni 2025 ebenda) war ein peruanischer Maler und Bildhauer. Er wurde als einer der bedeutendsten zeitgenössischen Künstler Perus eingestuft.

## Biografie
Chávez studierte Malerei an der höheren peruanischen Kunstuniversität „la Escuela Nacional Superior de Bellas Artes“.
Nach seinen Europareisen ließ er sich in Paris nieder.
Seine Werke wurden in mehreren Ausstellungen in Amerika, Asien und Europa ausgestellt. Viele seiner Werke befinden sich in privaten Kollektionen in den USA, in Europa und in einigen Museen.
Dank der Initiative der Gerardo-Chávez-Stiftung hat die nordperuanische Stadt Trujillo ihr erstes Museum für moderne Kunst eröffnet.
Chávez starb am Morgen des 22. Juni 2025 im Alter von 87 Jahren, nachdem er mehrere Monate lang gegen eine schwere Krankheit gekämpft hatte.

## Inspiration
Chávez fand seine Inspiration im Präkolumbischen und im Schamanischen der Mythen seines Kulturkreises im Norden Perus. Im Gegensatz zu anderen Kollegen seiner Zeit sah er sich als Schnittpunkt zwischen dem Indianermischtum und der europäischen Tradition.